# They Talk
They Talk, distribuito anche con il titolo They Talk to Me, è un film del 2021 diretto da Giorgio Bruno.
Si tratta di una pellicola italiana di genere horror, quarto lungometraggio del regista Giorgio Bruno.

## Trama
Alex è un tecnico del suono che sta lavorando insieme ad altri professionisti nella realizzazione di un documentario dedicato a una suora morta in seguito ad atroci torture. Quando alcune delle tracce audio che ha registrato sembrano contenere delle interferenze, l'uomo si rende conto di aver registrato voci di persone che sembrano parlare proprio a lui. Contestualmente, l'uomo inizia a immergersi sempre più spesso nel suo passato doloroso, fatto di un'infanzia trascorsa in un orfanotrofio in cui ha sperimentato un avvenimento particolarmente sinistro. Spaventato, Alex si rivolge al Professor Hasegawa, studioso che da tempo tratta proprio la tematica delle voci di defunti rimaste impresse in registrazioni audio, il quale dopo un'iniziale reticenza inizia a convincersi della veridicità di ciò che Alex afferma. Proprio durante una conferenza del docente Alex si imbatte in Amanda, amica d'infanzia determinata a comunicare con il suo defunto marito.

## Distribuzione
They Talk è stato distribuito nei cinema italiani a partire dal 28 luglio 2021.

## Accoglienza

### Incassi
Al botteghino italiano il film ha incassato circa 13 mila €.

### Critica
Paola Casella di MYmovies.it assegna 2 stelle su 5 al film affermando: "Se dal punto di vista registico c'è molta cura dei dettagli e una padronanza nel dominare il genere con un approccio piacevolmente "vecchio stile", [...] la narrazione eccede in ripetizioni e sottolineature e le implausibilità crescono con il procedere della trama". Stefano Giani de Il Giornale lo definisce "un horror troppo scontato". Comingsoon.it gli assegna invece 3 stelle su 5.